# Reações acopladas
Reações acopladas são reações exergônicas com endergônicas, que conservam uma grande parte de energia química dos nutrientes alimentares de uma forma utilizável.
Um mecanismo possível de acoplamento pode ser imaginado quando um intermediário obrigatório comum (I) faz parte de ambas as reações, isto é: A + C → I → D + D
Algumas reações exergônicas e endergônicas dos sistemas biológicos são acopladas assim. Deve-se levar em conta que este tipo de sistema tem um mecanismo interno para o controle biológico da velocidade, no qual os processos oxidativos ocorrem desde que a existência de um intermediário obrigatório comum permita que a velocidade de utilização do produto da vis de síntese (D)determine, pela lei de ação das massas, a velocidade na qual A é oxidado.